# 2851 Harbin
A 2851 Harbin (ideiglenes jelöléssel 1978 UQ2) a Naprendszer kisbolygóövében található aszteroida. A Bíbor-hegyi Obszervatórium fedezte fel 1978. október 30-án.